# Народная партия за свободу и демократию
Народная партия за свободу и демократию (нидерл. Volkspartij voor Vrijheid en Democratie, VVD) — нидерландская праволиберальная политическая партия.
С момента своего образования постоянно представлена в обеих палатах нидерландского парламента. С 1959 и по 1994 год VVD по итогам выборов во Вторую палату 11 раз подряд становилась третьей партией Нидерландов. За свою историю VVD 15 раз была участником коалиционных кабинетов, в том числе, 4 раза, в 2010-х и в начале 2020-х годов, основной партией правящих коалиций. В 1994—1998 годах участвовала в правительстве Вима Кока, а с июля 2002 по февраль 2007 года в правительстве Яна Балкененде (сначала несколько месяцев с CDA и LPF, затем с CDA и D66). С 2010 и по 2023 годы партия 4 раза подряд побеждала на парламентских выборов, а правительство Нидерландов бессменно возглавлял лидер VVD Марк Рютте. Для партии характерно стремление к снижению налогов для предприятий и граждан, желание уменьшить государственное вмешательство в экономику, европейская интеграция, противостояние вступлению Турции в Евросоюз и жёсткая иммиграционная политика.

## История
Партия была основана в 1948 году на базе консервативно-либеральной Партии свободы, созданной двумя годами ранее членами межвоенной Либеральной государственной партии, преемника Либерального союза, основной либеральной партии Нидерландов в конце XIX и в начале XX веков. К ней присоединился Comité-Oud, группа либеральных диссидентов из Партии труда (PvdA) во главе с Петером Аудом, в прошлом в основном состоявших в довоенной социал-либеральной Свободомыслящей демократической лиге (VDB), которые после Второй мировой войны присоединились к создаваемой PvdA, надеясь тем объединить прогрессивные силы с целью обновления Нидерландов. Однако вскоре они разочаровались в Партии труда, посчитав, что она становится слишком социалистической. Ауд стал первым лидером новой либеральной партии.
Во время предвыборной кампании в 2010 году лидер партии Марк Рютте обещал избирателям значительное сокращение государственных расходов и уменьшение пособий для иммигрантов с целью борьбы с последствиями экономического кризиса. Отмечается, что взгляды Марка Рютте на экономику напоминают политику, проводимую Маргарет Тэтчер в Великобритании. Рютте называют одним из главных кандидатов на пост премьер-министра Нидерландов. Распространено мнение, что Рютте — не самый харизматичный политик в Нидерландах; было замечено, что во время предвыборной кампании вместо плакатов с его портретом партия вывешивала плакаты с лозунгами на актуальные социальные и экономические темы, но это не помешало VVD во главе с Рютте стать победителем парламентских выборов.
14 октября 2010 года Марк Рютте был назначен премьер-министром Нидерландов. В состав новой правящей коалиции, кроме VVD, вошла партия Христианско-демократический призыв. Партия свободы Герта Вилдерса поддержала новую правящую коалицию, но не получила министерских портфелей.
После досрочных парламентских выборов, состоявшихся в сентябре 2012, Рютте сформировал коалиционное правительство в составе Народной партии за свободу и демократию и Партии труда.
На парламентских выборах 2017 года партия заняла первое место, набрав 21,3 % голосов избирателей и получив в результате 33 места в Палате представителей Генеральных штатов — на 8 мест меньше, чем на выборах 2012 года. Было сформировано новое коалиционное правительство, куда помимо самой Народной партии за свободу и демократию вошли ещё три партии: Христианско-демократический призыв, Демократы 66 и Христианский союз. Марк Рютте сохранил за собой должность премьер-министра.

## Идеология и политика
VVD описывается как консервативно-либеральная, либерально-консервативная, консервативная и классическая либеральная.
Сама VVD позиционирует себя как партия, идеология которой основана на либеральной философии. Традиционно партия продвигает идеи политического, экономического, классического и культурного либерализма, являясь самым ярым сторонником «свободного рынка» из всех нидерландских политических партий; что не мешает ей также поддерживать идею государства всеобщего благосостояния.
После 1971 года партия стала более популистской, хотя в целом остаётся консервативной и либеральной. Выборы руководства 2006 года были интерпретированы многими как конфликт между либеральным и консервативным течениями внутри VVD, когда явно либеральный Марк Рютте победил консервативную Риту Вердонк, получив 52 % голосов против 46 %.

## Результаты партии на выборах

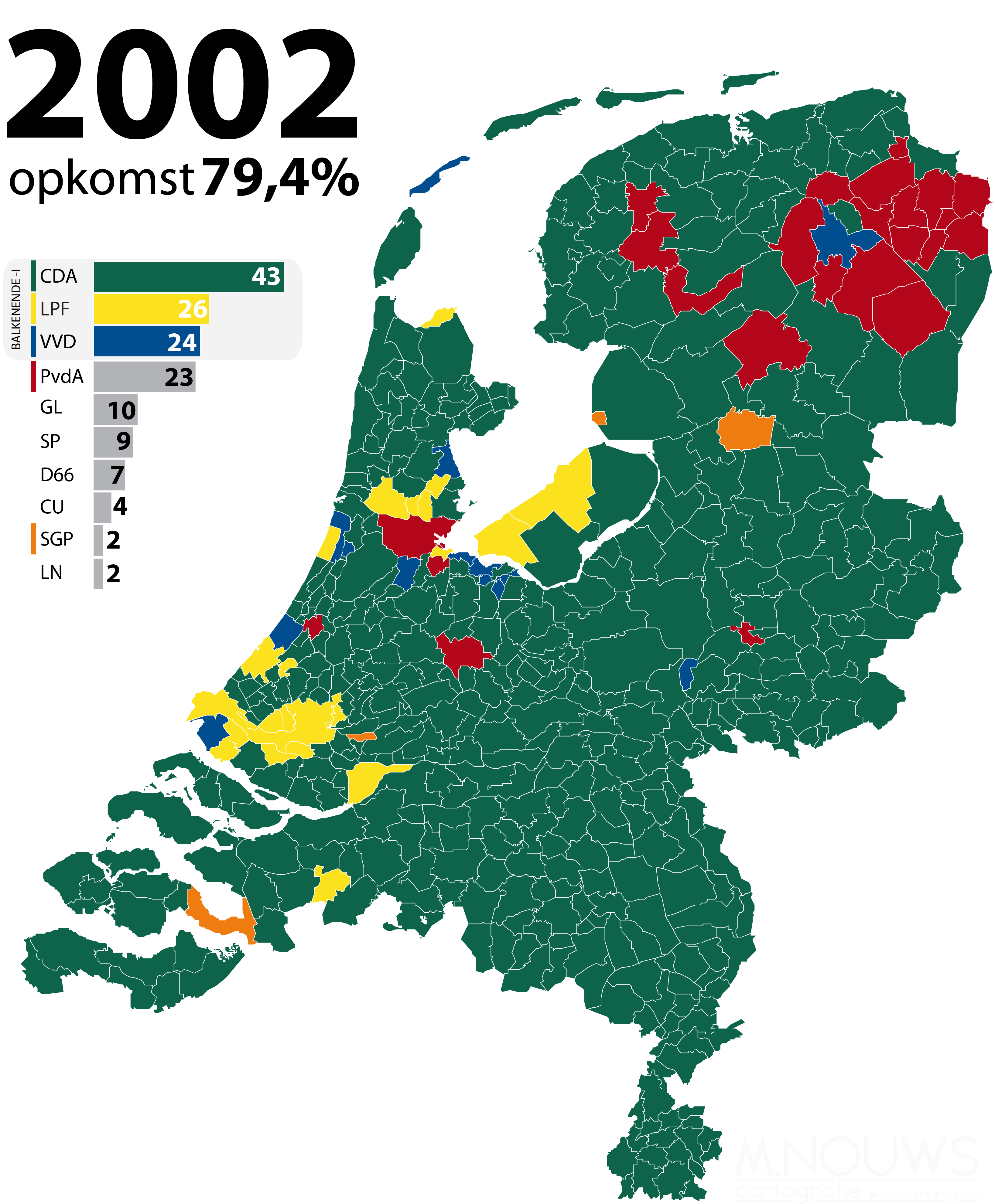
Муниципалитеты (синий цвет), выигранные VVD на выборах 2002 года
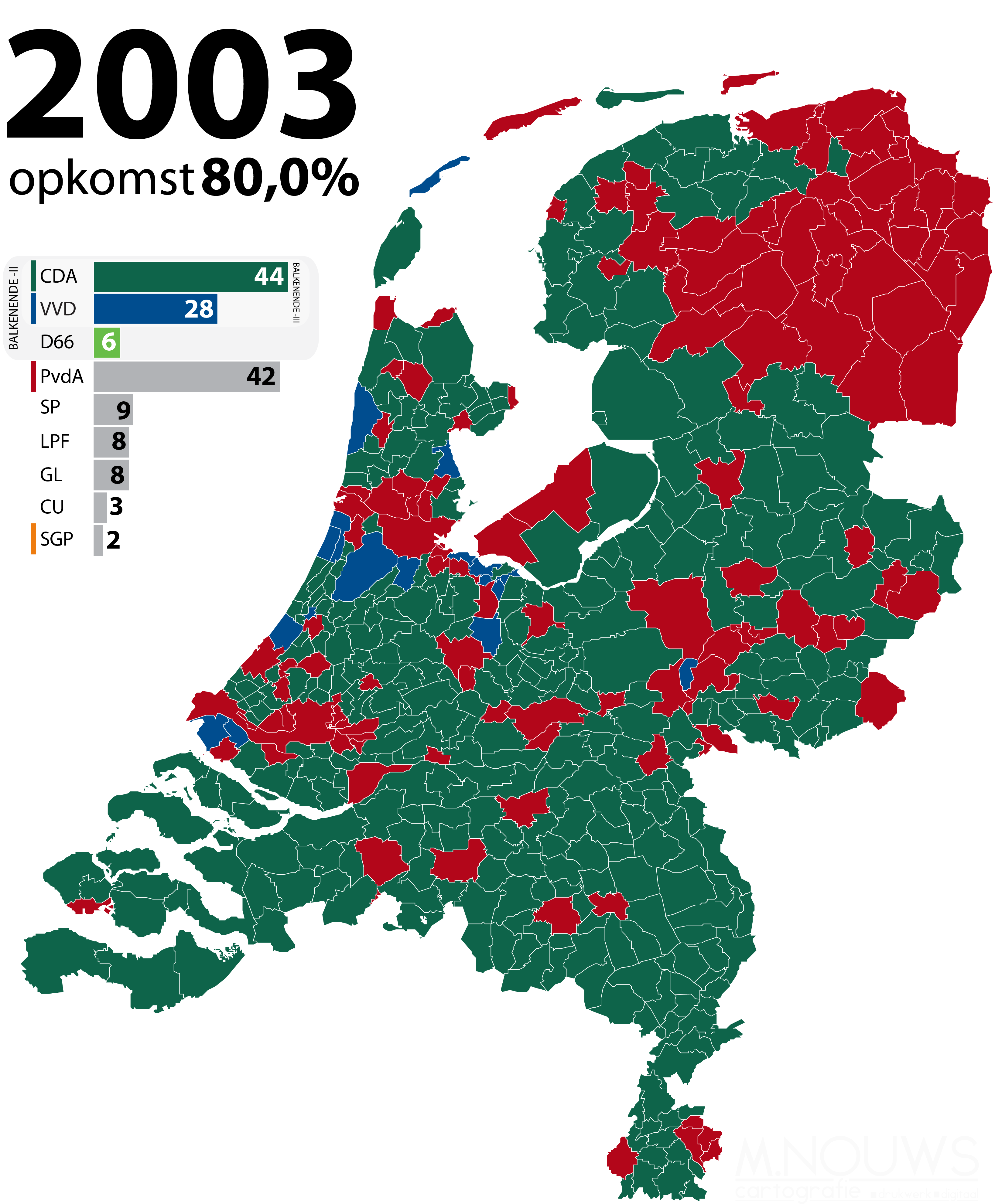
Муниципалитеты (синий цвет), выигранные VVD на выборах 2003 года
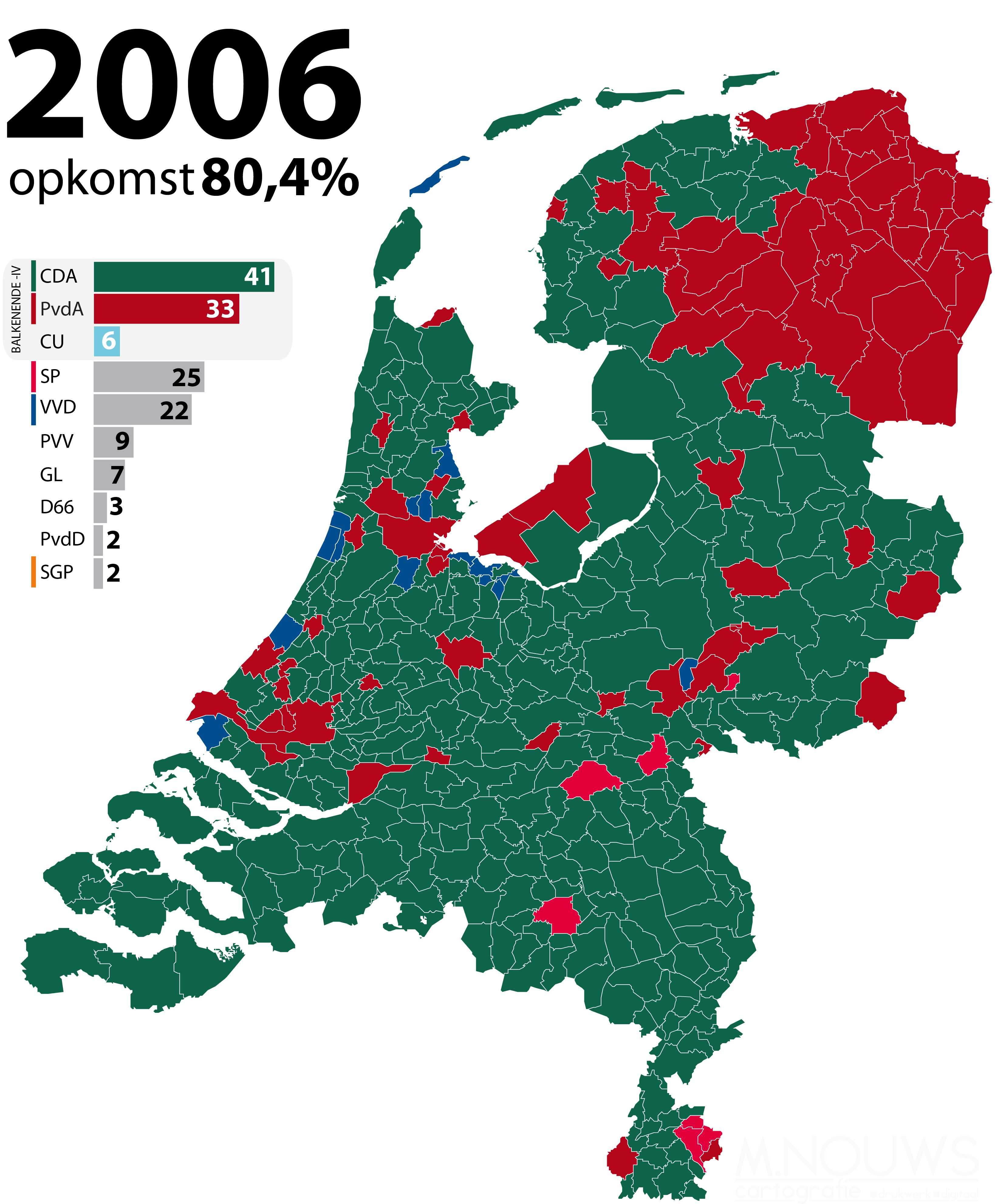
Муниципалитеты (синий цвет), выигранные VVD на выборах 2006 года
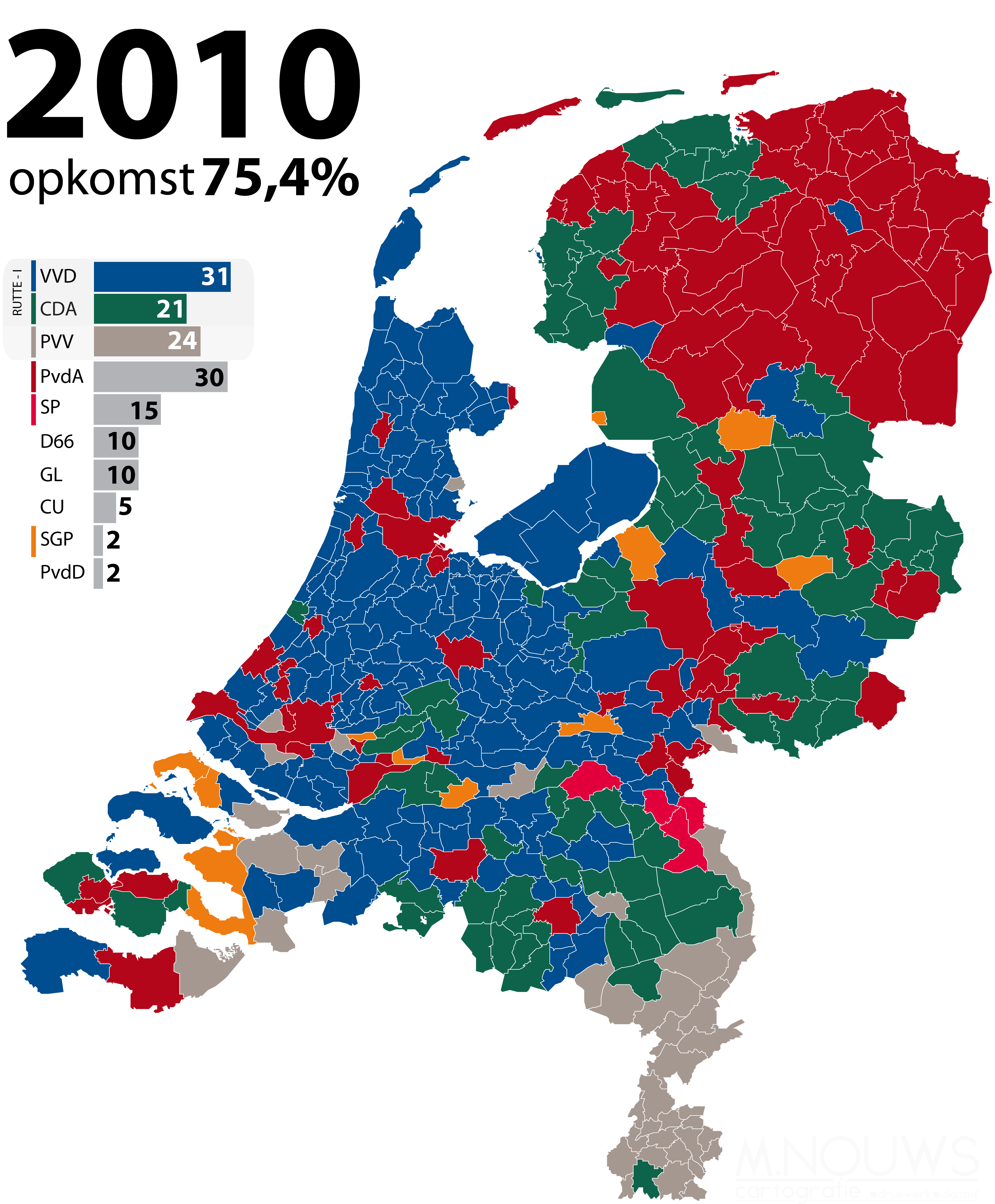
Муниципалитеты (синий цвет), выигранные VVD на выборах 2010 года
Муниципалитеты (синий цвет), выигранные VVD на выборах 2012 года
Муниципалитеты (синий  цвет), выигранные VVD на выборах 2017 года
Муниципалитеты (синий  цвет), выигранные VVD на выборах 2021 года
Муниципалитеты (синий  цвет), выигранные VVD на выборах 2023 года

| Год  | Лидер списка            | Место | Голоса    | %     | Мандаты   | +/-   | Правительство |
| ---- | ----------------------- | ----- | --------- | ----- | --------- | ----- | ------------- |
| 1948 | Петер Ауд               | 5-е   | 391 908   | 7,95  | 8 из 100  | Новая | Коалиция      |
| 1952 | Петер Ауд               | 5-е   | 470 820   | 8,83  | 9 из 100  | ▲3    | Оппозиция     |
| 1956 | Петер Ауд               | 4-е   | 502 325   | 8,77  | 9 из 100  | ▬     | Оппозиция     |
| 1956 | Петер Ауд               | 4-е   | 502 325   | 8,77  | 13 из 150 | ▲4    | Оппозиция     |
| 1959 | Петер Ауд               | 3-е   | 732 658   | 12,21 | 19 из 150 | ▲6    | Коалиция      |
| 1963 | Эдзо Токсопеус          | 3-е   | 643 839   | 10,29 | 16 из 150 | ▼3    | Коалиция      |
| 1967 | Эдзо Токсопеус          | 3-е   | 738 202   | 10,73 | 17 из 150 | ▲1    | Коалиция      |
| 1971 | Молли Гертсема          | 3-е   | 653,092   | 10,43 | 16 из 150 | ▼1    | Коалиция      |
| 1972 | Ханс Вигел              | 3-е   | 1 068 375 | 14,45 | 22 из 150 | ▲6    | Оппозиция     |
| 1977 | Ханс Вигел              | 3-е   | 1 492 689 | 17,95 | 28 из 150 | ▲6    | Коалиция      |
| 1981 | Ханс Вигел              | 3-е   | 1 504 293 | 17,32 | 26 из 150 | ▼2    | Оппозиция     |
| 1982 | Эд Нейпелс              | 3-е   | 1 897 986 | 23,08 | 36 из 150 | ▲10   | Коалиция      |
| 1986 | Эд Нейпелс              | 3-е   | 1 595 377 | 17,41 | 27 из 150 | ▼9    | Коалиция      |
| 1989 | Йорис Ворхуве           | 3-е   | 1 295 402 | 14,54 | 22 из 150 | ▼5    | Оппозиция     |
| 1994 | Фриц Болкестейн         | 3-е   | 1 792 401 | 19,96 | 31 из 150 | ▼9    | Коалиция      |
| 1998 | Фриц Болкестейн         | 2-е   | 2 124 971 | 24,69 | 38 из 150 | ▲7    | Коалиция      |
| 2002 | Ханс Декстал            | 3-е   | 1 466 722 | 15,44 | 24 из 150 | ▼14   | Коалиция      |
| 2003 | Геррит Залм             | 3-е   | 1 728 707 | 17,91 | 28 из 150 | ▲4    | Коалиция      |
| 2006 | Марк Рютте              | 4-е   | 1 443 312 | 14,67 | 22 из 150 | ▼6    | Оппозиция     |
| 2010 | Марк Рютте              | 1-е   | 1 929 575 | 20,49 | 31 из 150 | ▲9    | Коалиция      |
| 2012 | Марк Рютте              | 1-е   | 2 504 948 | 26,58 | 41 из 150 | ▲10   | Коалиция      |
| 2017 | Марк Рютте              | 1-е   | 2 238 351 | 21,29 | 33 из 150 | ▼8    | Коалиция      |
| 2021 | Марк Рютте              | 1-е   | 2 276 514 | 21,9  | 34 из 150 | ▲1    | Коалиция      |
| 2023 | Дилан Йешилгёз-Зегериус | 3-е   | 1 589 519 | 15,24 | 24 из 150 | ▼10   | TBA           |

| Год       | Место | Голоса | %     | Мандаты  | +/-   |
| --------- | ----- | ------ | ----- | -------- | ----- |
| 1948      | 6-е   |        |       | 3 из 50  | Новая |
| 1951      | 5-е   |        |       | 4 из 50  | ▬     |
| 1952      | 5-е   |        |       | 4 из 50  | ▬     |
| 1955      | 5-е   |        |       | 4 из 50  | ▬     |
| Июн. 1956 | 5-е   |        |       | 4 из 50  | ▬     |
| Окт. 1956 | 5-е   |        |       | 7 из 75  | ▲ 3   |
| 1960      | 3-е   |        |       | 8 из 75  | ▲ 1   |
| 1963      | 5-е   |        |       | 7 из 75  | ▼ 1   |
| 1966      | 3-е   |        |       | 8 из 75  | ▲ 1   |
| 1969      | 3-е   |        |       | 8 из 75  | ▬     |
| 1971      | 3-е   |        |       | 8 из 75  | ▬     |
| 1974      | 3-е   |        |       | 12 из 75 | ▲ 4   |
| 1977      | 3-е   |        |       | 15 из 75 | ▲ 3   |
| 1980      | 3-е   |        |       | 13 из 75 | ▼2    |
| 1981      | 3-е   |        |       | 12 из 75 | ▼1    |
| 1983      | 3-е   |        |       | 17 из 75 | ▲5    |
| 1986      | 3-е   |        |       | 16 из 75 | ▼ 1   |
| 1987      | 3-е   |        |       | 12 из 75 | ▼4    |
| 1991      | 3-е   |        |       | 12 из 75 | ▬     |
| 1995      | 1-е   |        |       | 23 из 75 | ▲11   |
| 1999      | 2-е   | 39 809 | 25,3  | 19 из 75 | ▼4    |
| 2003      | 3-е   | 31 026 | 19,2  | 15 из 75 | ▼4    |
| 2007      | 2-е   | 31 360 | 19,23 | 14 из 75 | ▼1    |
| 2011      | 1-е   | 34 590 | 20,83 | 16 из 75 | ▲2    |
| 2015      | 1-е   | 28 523 | 16,87 | 13 из 75 | ▼3    |
| 2019      | 2-е   | 26 157 | 15,11 | 12 из 75 | ▼1    |
| 2023      | 2-е   | 22 194 | 12,40 | 10 из 75 | ▼ 2   |

### Европейский парламент
| Год  | Место | Голоса    | %     | Мандаты | +/-   | Прим.  |
| ---- | ----- | --------- | ----- | ------- | ----- | ------ |
| 1979 | 3-е   | 914 787   | 16,14 | 4 из 25 | Новая | [ 26 ] |
| 1984 | 3-е   | 1 002 685 | 18,93 | 5 из 25 | ▲1    | [ 27 ] |
| 1989 | 3-е   | 714 745   | 13,63 | 3 из 25 | ▼2    | [ 28 ] |
| 1994 | 3-е   | 740 443   | 17,91 | 6 из 31 | ▲3    | [ 29 ] |
| 1999 | 3-е   | 698 050   | 19,69 | 6 из 31 | ▬     | [ 30 ] |
| 2004 | 3-е   | 629 198   | 13,20 | 4 из 27 | ▼2    | [ 31 ] |
| 2009 | 4-е   | 518 643   | 11,39 | 3 из 25 | ▼1    | [ 32 ] |
| 2009 | 4-е   | 518 643   | 11,39 | 3 из 26 | ▬     | [ 32 ] |
| 2014 | 4-е   | 571 176   | 12,02 | 3 из 26 | ▬     | [ 33 ] |
| 2019 | 2-е   | 805 100   | 14,64 | 4 из 26 | ▲ 1   | [ 34 ] |
| 2019 | 2-е   | 805 100   | 14,64 | 5 из 29 | ▲1    | [ 34 ] |

### Другие выборы
На февраль 2022 года три из двенадцати королевских комиссаров представляли VVD. Партия входит в региональные правительства всех провинции, за исключением Утрехта. Результаты провинциальных выборов с 2003 по 2019 год показывают, что ВВД наиболее сильна в Рандстаде (Северная и Южной Голландии, Утрехт и (частично) Флеволанд), а также в Северном Брабанте и Гелдерланде. Партия слаба в северных периферийных провинциях, таких как Фрисландия, Гронинген и Оверэйссел, а также в южных периферийных провинциях, таких как Зеландия и Лимбург. По итогам последних провинциальных выборов VVD получила 63 места из 572 (11 %). Больше всего партия завоевала мест в провинциальных штатах Северного Брабанта (9 из 55), Северной и Южной Голландий (8 из 55).
На 3 мая 2020 года 93 мэра в Нидерландах из 316 являлись членами VVD, в том числе, мэры Гааги, Гронингена, Тилбурга, Харлеммермера, Хертогенбоса, Зволле и Вейдемерена. Кроме того, в партию входят около 250 олдерменов и 1100 членов муниципальных советов.
VVD представлена во всех советах по водным ресурсам в Нидерландах. После выборов в советы по водным ресурсам в 2023 году партия получила в общей сложности 55 из 602 мест, что сделало её третьей по величине партией в советах по водным ресурсам в стране.

## Электорат

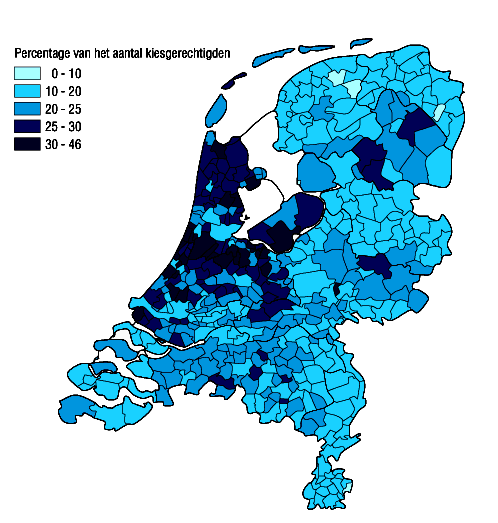
Процент голосов за VVD на выборах 2010 года по муниципалитетам.

Хотя поддержка политических партий больше не является фиксированной, а результаты выборов могут значительно колебаться, VVD имеет наибольшую поддержку в пригородах. Среди основных опорных пунктов партии, в частности, Вассенар, Розендал, а также район к западу от Харлема и региона Хет-Гой в Северной Голландии. Муниципалитетом, где VVD получила наибольшее количество голосов в процентном отношении на выборах во Вторую палату 2010 года, был Ларен (более 45 %). Традиционно VVD (как и её предшественники) также получают много голосов в Дренте, где за либералов голосуют либерально настроенные протестантов, ныне в значительной степени секуляризованные. У партии меньше поддержки в старых кварталах крупных городов и в провинциях Фрисландия, Гронинген и Оверэйссел. VVD также не пользуется популярностью в районах, где проживает много социально незащищённых людей.
Исторически электорат VVD состоял в основном из светски настроенных избирателей среднего и высшего класса, пользуясь сильной поддержкой со стороны предпринимателей.

## Лидеры
Ниже приведён список лидеров VVD с момента основания партии. В Нидерландах партийный лидер является номинальным руководителем и главным представителем партии. Внутри партии лидер должен обеспечивать политическое единство. Во время выборов лидер является ведущим кандидатом партии (lijsttrekker), возглавляя партийный список. Вне выборов лидер является также парламентским лидером партии (главой фракции во Второй палате).
- 28 января 1948 — 16 мая 1963 — Петер Ауд[нидерл.] (1886—1968), юрист, историк, госслужащий, автор, профессор, мэр Роттердама (1945—1952), депутат, министр.
- 16 мая 1963 — 1 октября 1969 — Эдзо Токсопеус[нидерл.] (1918—2009), юрист, бизнесмен, дипломат, депутат, министр, комиссар Гронингена (1970—1980).
- 1 октября 1969 — 1 июля 1971 — Молли Гертсема[нидерл.] (1918—1991), юрист, преподаватель, госслужащий, депутат, министр, комиссар Гелдерланда (1973—1983).
- 1 июля 1971 — 20 апреля 1982 — Ханс Вигел[нидерл.] (род. в 1941), бизнесмен, общественный деятель, автор, политкомментатор, депутат, министр, комиссар Фрисланда (1982—1994).
- 20 апреля 1982 — 9 июля 1986 — Эд Нейпелс[нидерл.] (род. в 1950), юрист, преподаватель, госслужащий, бизнесмен, общественный деятель, активист, депутат, министр, мэр Бреды (1990—1995), комиссар Фрисланда (1999—2008).
- 9 июля 1986 — 15 декабря 1986 — Рудольф де Корт (1936—2020), бизнесмен, банкир, депутат, министр.
- 15 декабря 1986 — 30 апреля 1990 — Йорис Ворхуве[нидерл.] (род. в 1945), политолог, госслужащий, общественный деятель, активист, автор, профессор, депутат, министр.
- 30 апреля 1990 — 30 июля 1998 — Фриц Болкестейн[нидерл.] (род. в 1933), бизнесмен, экономист, историк, автор, профессор, депутат, министр, президент Либерального интернационала (1996—2000), еврокомиссар (1999—2004).
- 30 июля 1998 — 16 мая 2002 — Ханс Декстал[нидерл.] (1943—2010), финансовый советник, консультант по менеджменту, общественный деятель, преподаватель, лоббист, депутат, министр.
- 16 мая 2002 — 27 ноября 2004 — Геррит Залм[нидерл.] (род. в 1952), экономист, госслужащий, бизнесмен, банкир, профессор, депутат, министр.
- 27 ноября 2004 — 8 марта 2006 — Йозиас ван Артсен (род. в 1947), политконсультант, госслужащий, общественный деятель, депутат, министр, мэр Гааги (2008—2017) и Амстердама (2017—2018), комиссар Дренте (2017).
- 8 марта 2006 — 31 мая 2006 — вакантна.
- 31 мая 2006 — 14 августа 2023 — Марк Рютте (род. в. 1967), бизнесмен, историк, преподаватель, депутат, министр, премьер-министр (2010—2023).
- 14 августа 2023 — н. в. — Дилан Йешилгёз-Зегериус[39] (род. в 1977), консультант по менеджменту, депутат, министр.